# Robert Xowie
Robert Xowie (tribu de Siloam, districte de Wetr, Lifou, Illes Loyauté, 1962) és un polític independentista canac de Nova Caledònia. Mestre de formació, a finals dels anys 1970 ingressà a Unió Caledoniana, formà part de la llista del FLNKS a les eleccions provincials de Nova Caledònia de 1989, i el 1995 fou escollit alcalde de Lifou.
A les eleccions provincials de Nova Caledònia de 1999 fou cap de la llista FLNKS-UC i aconseguí ser diputat al Congrés de Nova Caledònia i la presidència de la província de les Illes Loyauté amb suport de Palika. Durant el seu mandat va obrir una línia marítima que duia des de les Illes Loyauté fins a Nouméa i Île des Pins. Per a evitar acumulació de càrrecs, el 2001 deixà l'alcaldia de Lifou a Néko Hnepeune, i degut al fort deute contret per l'administració provincial no es va presentar a les eleccions provincials de Nova Caledònia de 2004